# Sonnet 8
Music to hear, why hear'st thou music sadly? 

Sweets with sweets war not, joy delights in joy: 

Why lov'st thou that which thou receiv'st not gladly, 

Or else receiv'st with pleasure thine annoy? 

If the true concord of well-tuned sounds, 

By unions married, do offend thine ear, 

They do but sweetly chide thee, who confounds 

In singleness the parts that thou shouldst bear. 

Mark how one string, sweet husband to another, 

Strikes each in each by mutual ordering; 

Resembling sire and child and happy mother, 

Who, all in one, one pleasing note do sing: 

Whose speechless song being many, seeming one, 

Sings this to thee: 'Thou single wilt prove none.'
— William Shakespeare
Traduction de François-Victor Hugo
Précédent Suivant

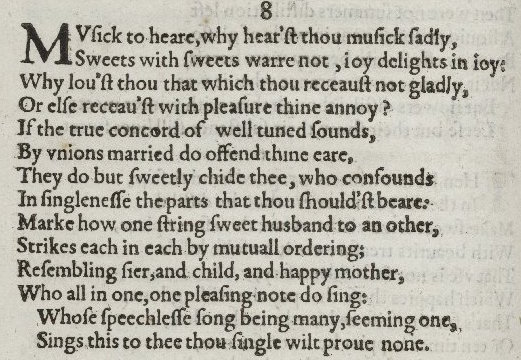
Sonnet 8 de Shakespeare

Le Sonnet 8 est l'un des 154 sonnets écrits par le dramaturge et poète William Shakespeare.

## Texte original
Texte et typographie originale :
 MVſick to heare,why hear'ſt thou muſick ſadly,

Sweets with ſweets warre not ,ioy delights in ioy:

Why lou'ſt thou that which thou receauſt not gladly,

Or elſe receau'ſt with pleaſure thine annoy ?

If the true concord of well tuned ſounds,

By vnions married do offend thine eare,

They do but ſweetly chide thee , who confounds

In ſingleneſſe the parts that thou ſhould'ſt beare:

Marke how one ſtring ſweet husband to an other,

Strikes each in each by mutuall ordering;

Reſembling ſier,and child, and happy mother,

Who all in one,one pleaſing note do ſing:

   Whoſe ſpeechleſſe ſong being many,ſeeming one,

   Sings this to thee thou ſingle wilt proue none. 

## Traduction en prose
Par François-Victor Hugo :
Toi dont la voix est une musique, pourquoi écoutes-tu si mélancoliquement la musique ? Ce qui est doux ne heurte pas ce qui est doux ; la joie se plaît à la joie. Pourquoi aimes-tu ce que tu goûtes ainsi sans gaîté, ou du moins goûtes-tu avec plaisir ce qui t’attriste ?

Si le juste accord des notes assorties, mariées par la mesure, blesse ton oreille, ce n’est que parce qu’elles te grondent mélodieusement de perdre dans un solo la partie que tu dois au concert.

Remarque comme les cordes, ces suaves épousées, vibrent l’une contre l’autre par une mutuelle harmonie ; on dirait le père et l’enfant et la mère heureuse, qui, tous ne faisant qu’un, chantent une même note charmante :

Voix sans parole dont le chant, multiple quoique semblant unique, te murmure ceci : « Solitaire, tu t’anéantis. »

## Traduction en vers
Par Fernand Henry :
Pourquoi dédaignes-tu la musique, ta sœur,

Toi dont la voix est plus douce que de la soie ?

La joie aime pourtant à s'unir à la joie ;

La douceur ne fait pas la guerre à la douceur.

Si tu te sens blessé par le charme berceur

Des accords dont le flot harmonieux te noie,

C'est qu'ils te grondent tous de ce que l'on te voie

Refuser sans raison de prendre part au chœur.

Voir les cordes d'argent, ces épouses suaves,

Confondre avec amour leurs divines octaves !

Dirait-on pas le père, et la mère, et le fils

Qui, tous ne faisant qu'un, ensemble font entendre,

Dans un trio-solo le même refrain tendre :

« Tu n'auras pas vécu si, seul, tu te suffis ! »